# Стоунвол (Оклахома)
Стоунвол (енгл. Stonewall) град је у америчкој савезној држави Оклахома.

## Демографија
По попису из 2010. године број становника је 470, што је 5 (1,1%) становника више него 2000. године.
| Група             | 2000.       | 2010.       |
| Белци             | 325 (69,9%) | 326 (69,4%) |
| Афроамериканци    | 26 (5,6%)   | 12 (2,6%)   |
| Азијати           | 0 (0,0%)    | 0 (0,0%)    |
| Хиспаноамериканци | 17 (3,7%)   | 14 (3,0%)   |
| Укупно            | 465         | 470         |